# الإصرار (أسوان)
قرية الإصرار هي إحدى القرى التابعة لمركز إدفو في محافظة أسوان في جمهورية مصر العربية.